# The Final Jolly Roger
The Final Jolly Roger è un album dal vivo del gruppo musicale heavy metal tedesco Running Wild, registrato durante il Wacken Open Air in Germania il 29 luglio 2009.
Il disco, pubblicato anche in versione DVD, rappresenta l'ultima esibizione live della band, primo del loro scioglimento momentaneo.

## Tracce

### CD 1
1. Intro
2. Port Royal
3. Bad To The Bone
4. Riding The Storm
5. Soulless
6. Prisoner of our Time
7. Black Hand Inn
8. Purgatory
9. Battle Of Waterloo
10. Der Kaltverformer
11. Raging Fire

### CD 2
1. Whirlwind
2. Tortuga Bay
3. Branded And Exiled
4. Raise Your Fist
5. Conquistadores
6. Under Jolly Roger

### DVD
1. Intro
2. Port Royal
3. Bad To The Bone
4. Riding The Storm
5. Soulless
6. Prisoner of our Time
7. Black Hand Inn
8. Purgatory
9. Battle Of Waterloo
10. Der Kaltverformer
11. Raging Fire
12. Whirlwind
13. Tortuga Bay
14. Branded And Exiled
15. Raise Your Fist
16. Conquistadores
17. Under Jolly Roger

## Formazione
- Rolf Kasparek - voce, chitarra
- Peter "PJ" Jordan - chitarra
- Jan S. Eckert - basso
- Matthias Liebetruth - batteria